# مارك أندريه فلوري
مارك أندريه فلوري (وُلد في 28 نوفمبر 1984) هو حارس مرمى كندي محترف في هوكي الجليد، يلعب حاليًا لفريق مينيسوتا وايلد في دوري الهوكي الوطني . اختير في المركز الأول بشكل عام من قبل فريق بيتسبرغ بنغوينز في درافت دوري الهوكي الوطني لعام 2003 بعد تألقه في دوري كيبيك للهوكي للناشئين. لعب فلوري أربع مواسم مع فريق كيب بريتون سكريمنغ إيغلز، وحصل خلالها على جائزة مايك بوسي كأفضل موهبة صاعدة في الدوري، وجائزة تيلوس كأفضل لاعب دفاعي في عام 2003. انضم إلى فريق بنغوينز في موسم 2003-2004، وخلال 13 موسمًا مع الفريق، فاز ببطولات كأس ستانلي في أعوام 2009 و2016 و2017. كما حصل على جائزة ويليام إم. جينينغز وجائزة فيزينا كأفضل حارس مرمى في عام 2021. يعد فلوري ثالث حارس مرمى في تاريخ دوري الهوكي الوطني يحقق 500 انتصار، بعد باتريك روي ومارتن برودور، والرابع الذي يشارك في 1,000 مباراة، بعد روي وبرودور وروبرتو لونغو.

## مسيرتة
على الصعيد الدولي، مثل فلوري كندا مرتين في فئة الناشئين، حيث حقق ميداليتين فضيتين متتاليتين في بطولة العالم للناشئين في عامي 2003 و2004. كما أحرز ميدالية ذهبية مع منتخب كندا لهوكي الجليد في دورة الألعاب الأولمبية الشتوية 2010 التي أُقيمت في فانكوفر. يُعرف فلوري بلقب “فلاور”، الذي يُشتق من الترجمة الإنجليزية لاسم عائلته، حيث تعني كلمة “فليوري” بالفرنسية “في الإزهار” أو “في الزهرة”.بعد اعتزال كرايغ أندرسون في عام 2023، أصبح فلوري آخر حارس مرمى نشط شارك في دوري الهوكي الوطني قبل الإغلاق الذي حدث في موسم 2004–2005، وهو واحد من لاعبين نشطين فقط في الدوري، إلى جانب برينت بورنس.

## مسيرة اللعب
في صغره، شارك فلوري في بطولة كيبيك الدولية للهوكي عام 1998 مع فريق الهوكي الصغير “كوليج فرنس” من الضاحية الجنوبية لمونتريال. لعب فلوري الهوكي الجليدي في دوري كيبيك للهوكي للناشئين مع فريق كيب بريتون سكريمنغ إيغلز، بدءًا من موسم 2000–2001. بعد موسم قوي في 2002–2003، حيث حصل على ميدالية فضية مع منتخب كندا في بطولة العالم للناشئين وتلقى تكريم فريق النجوم الثاني ، اختير أولًا بشكل شامل في درافت دوري الهوكي الوطني لعام 2003 من قبل فريق بيتسبرغ بنغوينز. حصل فريق بنغوينز على اختيار المركز الأول من فريق فلوريدا بانثرز في صفقة تضمنت إرسال الاختيارين الأول والـ73 إلى بنغوينز مقابل ميكائيل صامويلسون والاختيارين الثالث والـ55. يُعتبر فلوري ثالث حارس مرمى في تاريخ درافت الهوكي الوطني يختار أولًا بشكل شامل، بعد ميشيل بلاس وريك ديبيتر. بعد أن لعب أربع مواسم مع كيب بريتون، تم تقاعد الرقم 29 الذي ارتداه من قبل النادي في موسمه الرابع في الدوري الهوكي الوطني في 25 يناير 2008.

### فريق بيتسبرغ بنغوينز (2003–2017)
ظهر فلوري في الدوري الوطني لهوكي الجليد لأول مرة في موسم 2003–2004، ليصبح أصغر حارس مرمى في الدوري بعمر 18 عامًا، وهو أصغر من ريك ديبيتر ثلاث سنوات ، الذي يُعتبر الثاني في قائمة الأصغر سنًا. خاض فلوري أول مباراة له في دوري الهوكي الوطني في 10 أكتوبر 2003 ضد فريق لوس انجلس كينغز، حيث قدم أداءً مميزًا بتصديه لـ46 تسديدة، بما في ذلك إنقاذ ضربة جزاء، رغم أن فريقه خسر المباراة بنتيجة 3–0.حقق فلوري أول انتصار له في دوري الهوكي الوطني في مشاركته التالية، التي جرت في 18 أكتوبر، حيث أنقذ 31 تسديدة في الفوز 4–3 على فريق ديترويت رد وينجز. وتحققت أول شباك نظيفة له في 30 أكتوبر، عندما ساهم في فوز فريقه 1–0 على فريق شيكاغو بلاكهوكس. تناوب فلوري على اللعب مع الحارسين جان سيباستيان أوبين وسيباستيان كارون، وأظهر إمكانياته الكبيرة كأول اختيار شامل في درافت، حيث حصل على لقب لاعب الشهر الجديد في أكتوبر بعد أن حقق سجلاً بلغ 2–2–2، ومعدل أهداف مقبولة قدره 1.96، ونسبة تصدي 0.943. ومع تقدم الموسم، بدأ أداؤه في التراجع، ويرجع ذلك بشكل رئيسي إلى ضعف دفاع فريق بيتسبرغ، الذي كان يتلقى بانتظام أكثر من 30 تسديدة في المباراة، ونادرًا ما كان يشكل تهديدًا هجوميًا. في ديسمبر، تم إعارته إلى فريق كندا للمشاركة في بطولة العالم للناشئين 2004، وعاد بميدالية فضية ثانية على التوالي. في 29 يناير 2004، أُعيد إلى دوري كيبيك للهوكي للناشئين. في ظل الصعوبات المالية التي كان يواجهها الفريق، يُعتقد أن مكافأة عقده البالغة 3 ملايين دولار، التي كان من المحتمل أن يحصل عليها لو استمر في الفريق وحقق عدة أهداف أداء، كانت عاملاً في قرار إعادته إلى كيب بريتون. رغم ذلك، عرض فلوري التخلي عن مكافأته للبقاء مع النادي. أنهى فلوري الموسم مع كيب بريتون بعد الإقصاء في الجولة الأولى، ثم أُرسل لاحقًا إلى فريق بيتسبرغ في دوري الهوكي الأمريكي المعروف باسم ويلكس بار سكرانتون بنغوينز، وشارك في مباراتين خلال مرحلة ما بعد الموسم.

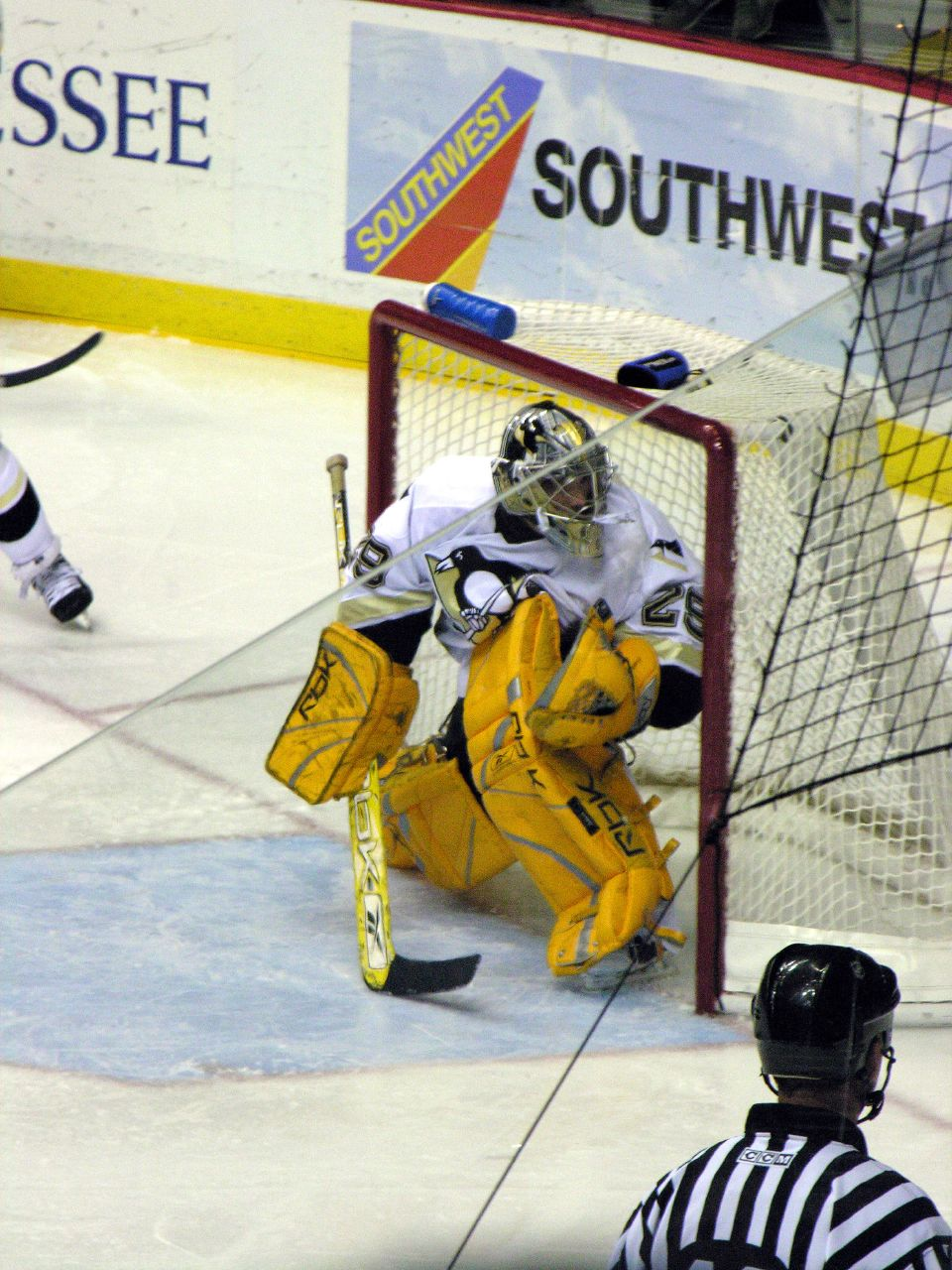
مارك أندريه فلوري في الشبكة في يناير 2006

مع تأجيل مباريات الدوري الوطني لهوكي الجليد بسبب النزاع العمالي، واصل مارك أندريه فلوري اللعب مع فريق ويلكس بار سكرانتون في موسم 2004-2005، حيث سجل 26 انتصارًا، و19 هزيمة، و4 تعادلات، بمعدل أهداف مقبولة بلغ 2.52 ونسبة تصدي 0.901. عندما استؤنفت مباريات الدوري الوطني في موسم 2005-2006، بدأ فلوري الموسم مرة أخرى في الفئات الأدنى، لكنهم استدعاؤه بسرعة من قبل فريق بيتسبرغ للعب مباراة ضد فريق بوفالو سابرز في 10 أكتوبر ليحل محل الحارس المصاب جوسلين ثيبو. واصل فلوري التنقل بين ويلكس بار سكرانتون وبيتسبرغ حتى 28 نوفمبر، وبعدها بقي مع فريق بيتسبرغ. أنهى فريق بنغوينز الموسم في المركز الأخير في المؤتمر الشرقي، حيث تلقت شباكه أكبر عدد من الأهداف في الدوري (316 هدفًا)، وسجل فلوري معدل أهداف مقبولة بلغ 3.25 ونسبة تصدي 0.898. على الرغم من المنافسة مع سيباستيان كارون وجوسلين ثيبو على مركز الحارس الأساسي، إلا أن فلوري برز كحارس أساسي لفريق بنغوينز. على الرغم من اللعب خلف دفاع غير مستقر، إلا أن فلوري استطاع أن يترك انطباعًا إيجابيًا لدى إدارة الفريق بتقنيته وأدائه، مما أدى إلى تجديد عقده لعامين بقيمة 2.59 مليون دولار في فترة الانتقالات.

### موسم 2006-2007
شهد موسم 2006-2007 تحسنًا كبيرًا في إحصائيات فلوري. مع فريق بنغوينز الأفضل والذي ضم نجومًا صاعدين مثل سيدني كروسبي وإيفغيني مالكين، سجل فلوري خمسة شباك نظيفة ومعدل أهداف مقبولة بلغ 2.83. حقق انتصاره الأربعين في مباراة الفوز 2-1 على فريق نيويورك رينجرز في المباراة النهائية للموسم، ليصبح واحدًا من الحراس القلائل في تاريخ بنغوينز الذين سجلوا 40 انتصارًا في موسم واحد. كما حطم الرقم القياسي للنادي في عدد المباريات والدقائق التي لعبها في موسم واحد. ظهر فلوري في التصفيات لأول مرة ضد فريق أوتاوا سيناتورز، الذي وصل إلى نهائي كأس ستانلي، وحقق أول انتصاراته في التصفيات في المباراة الثانية بعد أن تصدى لـ34 تسديدة في الفوز 4-3.

### موسم 2007-2008
بدأ فلوري موسم 2007-2008 بشكل بطيء، ثم حقق أربعة انتصارات متتالية قبل أن يتعرض لإصابة في الكاحل خلال مباراة ضد فريق كالغاري فليمز في 6 ديسمبر. عاد كلاعب أساسي في 2 مارس بعد فترة قصيرة من التأهيل في دوري الهوكي الأمريكي مع ويلكس بار سكرانتون. أثناء فترة غيابه، قرر تغيير لون معدات حراسة المرمى من الأصفر الزاهي الذي أصبح علامته التجارية إلى الأبيض العادي، ليحقق ميزة بصرية على المهاجمين. كما تأثر بأداء تاي كونكلين القوي، الذي استحوذ على مركز الحارس الأساسي للفريق بعد ترقيته من ويلكس بار سكرانتون خلال غياب فلوري. عند عودته من الإصابة، ساعد فلوري فريق بنغوينز على الفوز ببطولة الأطلسي، محققًا 10 انتصارات وهزيمتين وتعادلًا واحدًا بمعدل أهداف مقبولة بلغ 1.45، مما قاد الفريق إلى سلسلة انتصارات في التصفيات بلغت 12-2 وصولاً إلى نهائيات كأس ستانلي 2008 ضد فريق ديترويت ريد وينغز. في المباراة الخامسة من النهائيات في ديترويت، تصدى فلوري لـ55 من 58 تسديدة في انتصار ثلاثي الأوقات الإضافية ليحافظ على فرص الفريق في الفوز بالبطولة. خسر فريق بنغوينز السلسلة في ست مباريات. أدت محاولة فلوري لتغطية قرص غير مرئي بالجلوس عليه في المباراة السادسة إلى دفع القرص داخل الشبكة، وكان الهدف الخاص هو الذي منح فريق ديترويت الفوز بكأس ستانلي، حيث نسب إلى هنريك . في بداية الموسم التالي، قال:
“لقد انتهيت من ذلك. لقد تحدثت بما فيه الكفاية. لا أستطيع فعل شيء آخر. لا أعتقد أننا خسرنا النهائي بسبب هدف واحد، كما تعلم؟ أشعر بالسوء لأنني وضعت الهدف في الشبكة، لكن كانت مباراة من سبع مباريات. كان لديهم فريق جيد، وقد هزمونا.”
أنهى فلوري التصفيات بثلاث شباك نظيفة، وهو رقم قياسي جديد للفريق في موسم واحد من التصفيات، وسجل 14 انتصارًا و6 هزائم. كانت نسبة تصدياته 0.933 الأعلى في التصفيات. في فترة الانتقالات، وقع فلوري عقدًا لمدة سبع سنوات بقيمة 35 مليون دولار مع فريق بنغوينز في 3 يوليو، شمل بند عدم الحركة وبند عدم التجارة المحدود الذي بدأ سريانه في موسم 2010-2011.